# حسین‌آباد فاضلی
حسین‌آباد فاضلی یک روستا در ایران است که در دهستان شریف‌آباد (سیرجان) واقع شده‌است. حسین‌آباد فاضلی ۲۳ نفر جمعیت دارد.